# أحادي كلوريد الألومنيوم
أحادي كلوريد الألومنيوم هو فلز هاليد معدني صيغتة الكيمائية AlCl. هذا المركب كان ينتج كخطوة في عملية تفتيت الألومنيوم من السبائك الغنية بالألومنيوم من قبل شركة التعدين الكندية وشركة تصنيع الألمنيوم (ألكان) .
عندما توضع سبيكة غنية بالالمنيوم في مفاعل ويتم تسخينها إلى 1300 درجة مئوية وتخلط مع ثلاثي كلوريد الألومنيوم، يتم إنتاج غاز من أحادي كلوريد الألومنيوم. ثم يتحول المركب إلى عنصرين  الألومنيوم المصهور و ثلاثي كلوريد الألومنيوم عند تبريدية إلى 900 درجة مئوية.إكتشف عن هذا الجزيء في الوسط بين النجوم، حيث الجزيئات لزجة جدا والاصطدامات بين الجزيئات هي غير مهمة.